# Caladenia ovata
Caladenia ovata är en orkidéart som beskrevs av Richard Sanders Rogers. Caladenia ovata ingår i släktet Caladenia och familjen orkidéer. Inga underarter finns listade i Catalogue of Life.